# NGC 4531
NGC 4531 (również PGC 41806 lub UGC 7729) – galaktyka spiralna z poprzeczką (SB0-a), znajdująca się w gwiazdozbiorze Panny. Odkrył ją William Herschel 17 kwietnia 1784 roku. Należy do Gromady w Pannie.